# Tischtennis-Europameisterschaft 1986
Die 15. Tischtennis-Europameisterschaft fand vom 5. bis 13. April 1986 in Prag statt.
Bei den Herren dominierte Schweden, das den Mannschaftswettbewerb gewann sowie mit Jörgen Persson im Einzel und Erik Lindh/Jan-Ove Waldner im Doppel weitere Titel holte. Europameisterin im Einzel wurde Csilla Bátorfi aus Ungarn, die auch noch mit dem ungarischen Team Gold gewann. Im Doppel siegten Fliura Bulatowa/Elena Kowtun aus der UdSSR, im Mixed das tschechoslowakische Paar Jindřich Panský/Marie Hrachová.
Die deutsche Damenmannschaft wurde Dritter. Olga Nemes erreichte im Einzel, Doppel und Mixed das Viertelfinale.

## Austragungsmodus Mannschaften
Es traten 27 Herren- und 24 Damenteams an.
Es wurde nach dem gleichen Modus wie bei der vorherigen EM 1984 gespielt. Die Mannschaften spielten in zwei Leistungskategorien, Kategorie 1 und die niedrigere Kategorie 2, wobei die Kategorieneinteilung unter Berücksichtigung der Auf- und Absteiger der vorherigen Europameisterschaft 1984 zugrunde gelegt wurde. In jeder der beiden Kategorien spielten jeweils zwei Gruppen mit mindestens sechs Teams im Modus Jeder gegen Jeden. Die beiden Tabellenersten und -zweiten aus Kategorie 1 spielten um die Plätze 1 bis 4, die Dritten und Vierten um die Plätze 5 bis 8 sowie die Fünften und Sechsten um die Plätze 9 bis 12. Analog spielten die beiden Tabellenersten und -zweiten aus Kategorie 2 um die Plätze 13 bis 16 usw.
In den Platzierungsspielen um Rang 1 bis 4 spielte der Erste aus Gruppe A gegen den Zweiten aus Gruppe B. Die Sieger kämpften um die Europameisterschaft, die Verlierer um Platz 3 und 4. Analog wurden die weiteren Plätze ausgespielt. Ein Mannschaftskampf wurde nach dem Swaythling-Cup-System für Dreiermannschaften ausgetragen.
Die beiden Ersten der Kategorien 2 kämpfen um die Plätze 13 bis 14. Platz 13 und 16 berechtigen zum Aufstieg in die höhere Kategorie 1 bei der nächsten Europameisterschaft. Analog ermitteln die die Vorletzten und Letzten aus Kategorie 1 den Absteiger: Sie spielen die Plätze 9 bis 12 aus, wobei der Elfte und Zwölfte bei der nächsten EM in Kategorie 2 spielen muss.
Ein ähnliches System mit zwei Kategorien war für die Damen vorgesehen, die jeweils aus Zweiermannschaften bestand und nach dem Swaythling-Cup-System spielten, also mit vier Einzeln und einem Doppel.
|       | Kategorie 1 | Kategorie 1 | Kategorie 2  | Kategorie 2   |
| Platz | Gruppe A    | Gruppe B    | Gruppe A     | Gruppe B      |
| ----- | ----------- | ----------- | ------------ | ------------- |
| 1.    | Schweden    | Polen       | Italien      | England       |
| 2.    | Frankreich  | ČSSR        | Dänemark     | Belgien       |
| 3.    | UdSSR       | Jugoslawien | Finnland     | Türkei        |
| 4.    | Ungarn      | Deutschland | Schweiz      | Niederlande   |
| 5.    | Bulgarien   | Rumänien    | Luxemburg    | Schottland    |
| 6.    | Österreich  | Norwegen    | Griechenland | Wales         |
| 7.    |             |             | Irland       | Spanien       |
| 8.    |             |             |              | Färöer-Inseln |

|       | Kategorie 1 | Kategorie 1 | Kategorie 2 | Kategorie 2  |
| Platz | Gruppe A    | Gruppe B    | Gruppe A    | Gruppe B     |
| ----- | ----------- | ----------- | ----------- | ------------ |
| 1.    | Ungarn      | UdSSR       | Belgien     | Italien      |
| 2.    | ČSSR        | Deutschland | Polen       | Dänemark     |
| 3.    | Frankreich  | Niederlande | Österreich  | Norwegen     |
| 4.    | England     | Rumänien    | Schweiz     | Schottland   |
| 5.    | Jugoslawien | Bulgarien   | Spanien     | Griechenland |
| 6.    | Finnland    | Schweden    | Wales       | Türkei       |
| 7.    |             |             |             |              |
| 8.    |             |             |             |              |

Aufstieg
1. 1 2 3 4  Aufsteiger in Kategorie 1, da in den Platzierungsspielen 13. bzw. 14. Platz

Abstieg
1. 1 2 3 4  Absteiger aus Kategorie 1 in Kategorie 2, da in den Platzierungsspielen Elfter bzw. Zwölfter.

|                  | Herren                             | Herren  | Damen                             | Damen   |
| ---------------- | ---------------------------------- | ------- | --------------------------------- | ------- |
| Halbfinale       | Frankreich – Polen Schweden – ČSSR | 5:4 5:1 | UdSSR – ČSSR Ungarn – Deutschland | 3:0 3:1 |
| Endspiel         | Schweden – Frankreich              | 5:0     | Ungarn – UdSSR                    | 3:2     |
| Spiel um Platz 3 | Polen – ČSSR                       | 5:1     | Deutschland – ČSSR                | 3:1     |

## Abschneiden der Deutschen
Cheftrainer der Deutschen war der Franzose Charles Roesch. Istvan Korpa trainierte die Damen.

### Herrenmannschaft
Ein Eklat wegen des Verhaltens von Georg Böhm – er verließ die Mannschaft nach einer Konfrontation mit Trainer Roesch – schwächte das deutsche Team.
Die deutsche Mannschaft starteten in der 1. Kategorie in Gruppe B. Nach drei Niederlagen (Polen, ČSSR, Jugoslawien) und zwei Siegen (Norwegen, Rumänien) erreichte sie Platz vier. Somit ging es in der Zwischenrunde um die Plätze 5 bis 8. Hier unterlag sie der UdSSR und Jugoslawien jeweils 1:5 und kam so auf Platz acht.

### Damenmannschaft
Im Vorfeld gab es Ungewissheit darüber, ob die aus Rumänien emigrierte Olga Nemes in Prag antreten könne, ohne dabei Probleme befürchten zu müssen. Sie zog daher einen Startverzicht in Betracht. Erst zwei Tage vor Turnierbeginn garantierte die ČSSR eine ungehinderte Ein- und Ausreise. Dies führte zu Verunsicherungen im deutschen Team. Insbesondere die für das Team vorgesehene Margit Freiberg kam dadurch nicht zum Einsatz.
Auch die deutschen Damen waren in die Gruppe B der 1. Kategorie eingeteilt und erreichten Platz zwei. Sie gewannen gegen Schweden, Rumänien und Bulgarien, verloren aber gegen die UdSSR und die Niederlande. Somit wurden sie Zweiter und spielten um die Plätze 1 bis 4. Hier unterlagen sie Ungarn mit 1:3 und siegten dann gegen ČSSR mit 3:1, was Platz drei und somit Bronze bedeutete.

### Herreneinzel
- Steffen Fetzner: Sieg in der Qualifikation über Caymel (Spanien), Niederlage in der Hauptrunde gegen Jean-Michel Saive (Belgien)
- Jürgen Rebel: Sieg in der Qualifikation über Peter Eckel (Österreich), Katahance (Griechenland), Sieg in der Hauptrunde gegen Stanislaw Fraczyk (Österreich), Calin Toma (Rumänien), Niederlage gegen Erik Lindh (Schweden)
- Jörg Roßkopf: Sieg gegen David Mc Ilroy (Schottland), Andrzej Jakubowicz (Polen), Niederlage gegen Jörgen Persson (Schweden)
- Peter Stellwag: Sieg über Caeares (Spanien), Tomas Demek (ČSSR), Niederlage gegen Jan-Ove Waldner (Schweden)
- Ralf Wosik: Nach Freilos Niederlage gegen Milan Orlowski (ČSSR)
- Georg Böhm: kampflose Niederlage gegen Thomas Busin (Schweiz)

### Dameneinzel
- Margit Freiberg: Sieg gegen Sari Suomalainen (Finnland), Sophie Thirion (Belgien), Niederlage gegen Otilia Bădescu (Rumänien)
- Olga Nemes: Sieg nach Freilos über Alessia Arisi (Italien), Brigitte Thiriet (Frankreich), Narine Antonyan (UdSSR), Niederlage gegen Lisa Bellinger (England)
- Katja Nolten: Niederlage gegen Joy Grundy (England)
- Anke Schreiber: Niederlage gegen Andrea Krauskopf (Österreich)
- Susanne Wenzel: Niederlage gegen Fiona Elliot (England)

### Herrendoppel
- Jörg Roßkopf/Steffen Fetzner: Sieg gegen Aleksandr Stadnichenko/Sevcenko (UdSSR), Miroslav Broda/Vladislav Broda (ČSSR), Niederlage gegen Jan-Ove Waldner/Erik Lindh (SWE)
- Peter Stellwag/Jürgen Rebel: Niederlage gegen Jose Maria Pales Pon/Juan Bautista Perez (Spanien)
- Ralf Wosik/Jörgen Persson (Schweden): Sieg gegen Andrew Dennison/Braun (Irland/Luxemburg), Niederlage gegen Dragutin Šurbek/Zoran Kalinić (YUG)
- Georg Böhm/János Takács (Ungarn): kampflose Niederlage gegen Ilija Lupulesku/Zoran Primorac (Jugoslawien)

### Damendoppel
- Margit Freiberg/Vanja Staleva (Bulgarien): nach Freilos Sieg gegen Pia Toelhoj/Ana MariaGodes (Dänemark/Spanien), Niederlage gegen Alison Gordon/Joy Grundy (England)
- Olga Nemes/Katja Nolten: Niederlage im Viertelfinale gegen Fliura Bulatowa/Elena Kowtun (UdSSR)
- Susanne Wenzel/Anke Schreiber: Sieg gegen Bakker/De Groot (Niederlande), Calinska/Konopa (Polen), Niederlage gegen Maria Alboiu/Otilia Bădescu (ROM)

### Mixed
- Steffen Fetzner/Katja Nolten: Niederlage gegen Jarmo Jokinen/Sonja Grefberg (Finnland)
- Jürgen Rebel/Susanne Wenzel: Sieg in der Qualifikation gegen Bela Mesaroš/Brigitte Thiriet (Jugoslawien/Frankreich), kampfloser Sieg, Sieg in der Hauptrunde gegen Stefan Stefanov/Vanja Staleva (Bulgarien), Niederlage gegen Desmond Douglas/Alison Gordon (England)
- Jörg Roßkopf/Wiktorsson (Schweden): Sieg gegen Francois Farout/Béatrice Abgrall (Frankreich), Niederlage gegen Dragutin Šurbek/Branka Batinić (YUG)
- Peter Stellwag/Margit Freiberg: Sieg gegen Johnny Hansen/Pia Toelhoj (Dänemark), Stanislaw Fraczyk/Brigitte Gropper (Österreich), Leszek Kucharski/Kawalek (Polen), Niederlage gegen Jindřich Panský/Marie Hrachová (ČSSR)
- Ralf Wosik/Anke Schreiber: Sieg gegen Jan Harkamp/Dorte Hauth (Dänemark),  Niederlage gegen Jiri Javurek/Renata Zatkova (ČSSR)
- Jörgen Persson/Olga Nemes: Sieg gegen Calin Toma/Emilia Ciosu (Rumänien), Peter Eckel/Barbara Wiltsche (Österreich), Zsolt Kriston/Csilla Bátorfi (Ungarn), Niederlage im Viertelfinale gegen Ilija Lupulesku/Gordana Perkučin (YUG)
- Georg Böhm/Zsuzsa Oláh (Ungarn): kampflose Niederlage gegen Dietmar Palmi/Vera Kottek (Österreich)

## Wissenswertes
- Als erfolgreichste Aktive in den Mannschaftswettbewerben wurden Andrzej Grubba und Csilla Bátorfi mit der JOOLA Trophy ausgezeichnet.[5]

## ETTU-Kongress
Parallel zu den Wettkämpfen trat der ETTU-Kongress zusammen. In Anwesenheit der Vertreter von 31 Verbänden wurde die Insel Isle of Man als 35. Mitglied in die ETTU aufgenommen. Zum neuen Präsidenten wurde der Jugoslawe Mihovil Kapetanic gewählt, der damit György Lakatos ablöste. Da Peter von Pierer aus dem Management-Komitee ausschied, war in den Folgejahren kein Vertreter der Bundesrepublik Deutschland mehr im ETTU-Vorstand.

## Ergebnisse
| Wettbewerb        | Rang  | Sieger                                                                                                   |
| ----------------- | ----- | --- |
| Mannschaft Herren | 1.    | Schweden (Erik Lindh, Ulf Carlsson, Jan-Ove Waldner, Mikael Appelgren, Jörgen Persson)                   |
| Mannschaft Herren | 2.    | Frankreich (Jacques Secrétin, Patrick Renversé, Patrick Birocheau, Bruno Parietti, Jean-Philippe Gatien) |
| Mannschaft Herren | 3.    | Polen (Andrzej Grubba, Leszek Kucharski, Stefan Dryszel, Norbert Mnich, Andrzej Jakubowicz)              |
| Mannschaft Herren | 4.    | ČSSR (Milan Orlowski, Jindřich Panský, Vladislav Broda, Milan Grman, Jiri Javurek)                       |
| Mannschaft Herren | 8.    | Deutschland (Peter Stellwag, Ralf Wosik, Georg Böhm, Jürgen Rebel, Jörg Roßkopf)                         |
| Mannschaft Herren | 11.   | Österreich (Stanislaw Fraczyk, Gottfried Bär, Dietmar Palmi, Erich Amplatz)                              |
| Mannschaft Herren | 20.   | Schweiz                                                                                                  |
| Mannschaft Damen  | 1.    | Ungarn (Csilla Bátorfi, Zsuzsa Oláh, Edit Urbán, Györgyi Fazekas)                                        |
| Mannschaft Damen  | 2.    | UdSSR (Narine Antonyan, Valentina Popová, Fliura Bulatowa, Elena Kowtun)                                 |
| Mannschaft Damen  | 3.    | Deutschland (Olga Nemes, Katja Nolten, Susanne Wenzel, Anke Schreiber)                                   |
| Mannschaft Damen  | 4.    | ČSSR (Marie Hrachová, Renata Kasalová, Alena Šafářová, Miluse Kocova)                                    |
| Mannschaft Damen  | 17.   | Österreich (Andrea Krauskopf, Barbara Wiltsche, Vera Kottek, Brigitte Gropper)                           |
| Mannschaft Damen  | 18.   | Schweiz (Tyler, Cotter)                                                                                  |
| Herren Einzel     | 1.    | Jörgen Persson (SWE)                                                                                     |
| Herren Einzel     | 2.    | Leszek Kucharski (POL)                                                                                   |
| Herren Einzel     | 3.–4. | Ulf Carlsson (SWE)                                                                                       |
| Herren Einzel     | 3.–4. | Andrzej Grubba (POL)                                                                                     |
| Damen Einzel      | 1.    | Csilla Bátorfi (HUN)                                                                                     |
| Damen Einzel      | 2.    | Fliura Bulatowa (UdSSR)                                                                                  |
| Damen Einzel      | 3.–4. | Lisa Bellinger (ENG)                                                                                     |
| Damen Einzel      | 3.–4. | Otilia Bădescu (ROM)                                                                                     |
| Herren Doppel     | 1.    | Jan-Ove Waldner/Erik Lindh (SWE)                                                                         |
| Herren Doppel     | 2.    | Mikael Appelgren/Ulf Carlsson (SWE)                                                                      |
| Herren Doppel     | 3.–4. | Dragutin Šurbek/Zoran Kalinić (YUG)                                                                      |
| Herren Doppel     | 3.–4. | Ilija Lupulesku/Zoran Primorac (YUG)                                                                     |
| Damen Doppel      | 1.    | Fliura Bulatowa/Elena Kowtun (UdSSR)                                                                     |
| Damen Doppel      | 2.    | Bettine Vriesekoop/Marie Hrachová (NLD/ČSSR)                                                             |
| Damen Doppel      | 3.–4. | Maria Alboiu/Otilia Bădescu (ROM)                                                                        |
| Damen Doppel      | 3.–4. | Barbro Wiktorsson/Marie Svensson (SWE)                                                                   |
| Mixed             | 1.    | Jindřich Panský/Marie Hrachová (ČSSR)                                                                    |
| Mixed             | 2.    | Ilija Lupulesku/Gordana Perkučin (YUG)                                                                   |
| Mixed             | 3.–4. | Dragutin Šurbek/Branka Batinić (YUG)                                                                     |
| Mixed             | 3.–4. | Milan Orlowski/Alena Šafářová (ČSSR)                                                                     |